# Billete espécimen
Un billete espécimen (del latín specimen que significa ejemplar visible o modelo) se imprime generalmente en cantidades muy limitadas, para ser distribuidos a los bancos centrales internacionales, bancos comerciales nacionales, impresoras de billetes (como la American Bank Note Company) o incluso a las empresas comerciales, con el propósito de facilitar el reconocimiento de los nuevos billetes.
Para evitar el uso de billetes especímenes como billetes de curso legal, las muestras se sobreimprimen y/o perforan con la una inscripción como «SPECIMEN», «ESPECIMEN» o «MUESTRA SIN VALOR». En la mayoría de los casos, los billetes de muestra tienen números de serie fácilmente identificables, tales como "99999999999" o "00000000000" o "1234567890". Muchos ejemplares tienen un "número de control" adicional que se utiliza por un banco central para rastrear quien recibió un espécimen particular.
Los Bancos Centrales entregan estos billetes especímenes en calidad de préstamo. Dichos billetes pueden llegar a los coleccionistas sin autorización, aunque en algunos casos, pueden ser ampliamente distribuidos, y debido a que no tienen ningún valor comercial, pueden valer menos que los billetes en circulación.

## Tipos relacionados de billetes

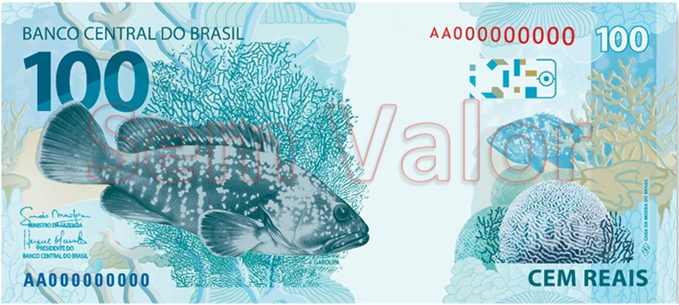
Reverso de un espécimen de 100 reales brasileños.

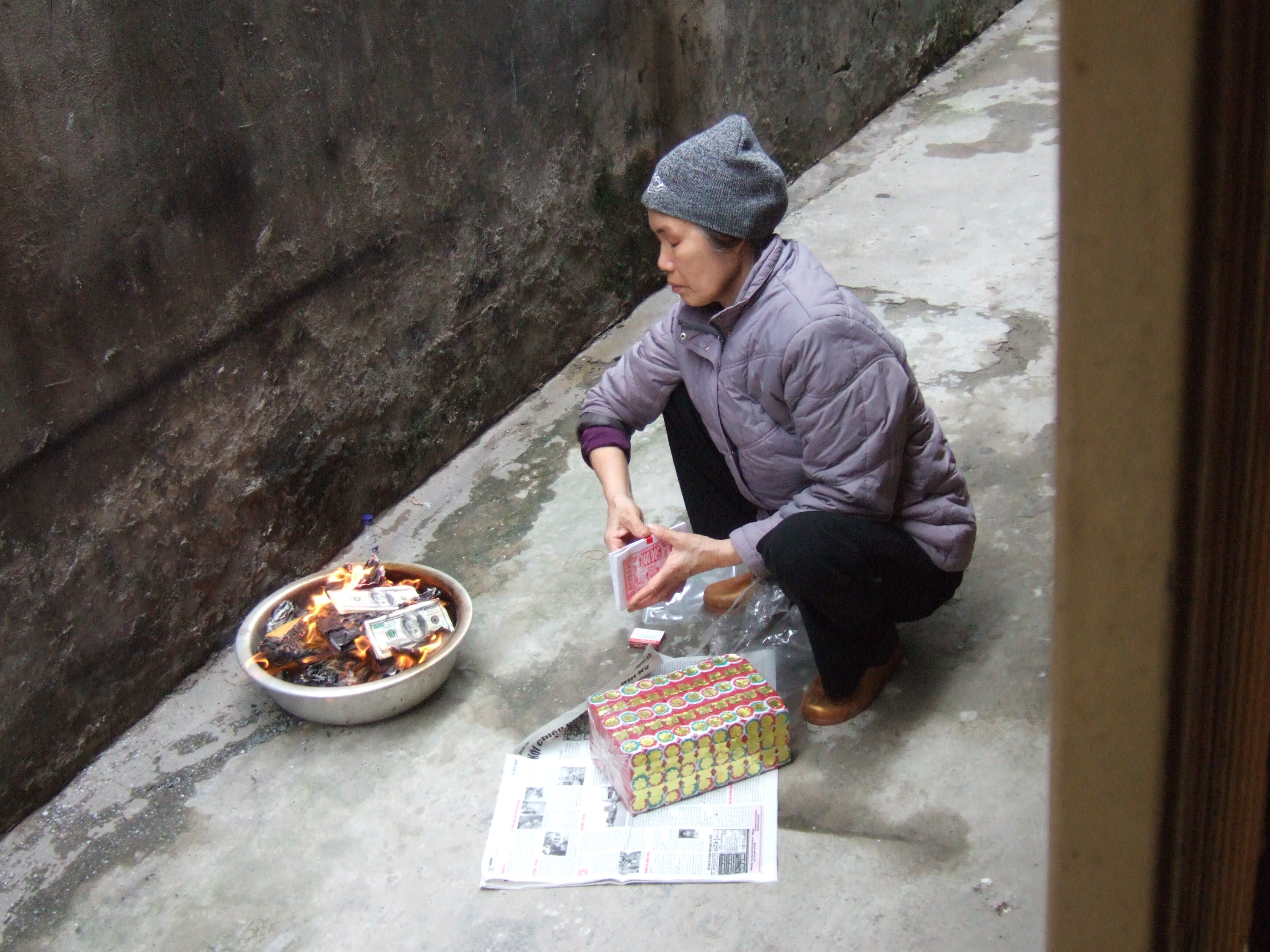
Mujer vietnamita quemando «Billetes del infierno» en Hanói.

Las variantes de notas de muestras, así como otras imágenes que no son de curso legal de los billetes incluyen:
- Billete de ensayo, es un diseño potencial de un billete nuevo. A menudo no tiene números de serie.
- Billete de prueba, se imprime para comprobar si el diseño es adecuado para la circulación, o para probar las distintas etapas del proceso de impresión. Estos billetes pueden llevar impreso únicamente el anverso o el reverso, o partes del conjunto, como el retrato.
- Prueba de color de billete, se imprime en una variedad de colores diferentes como parte del proceso de prueba.
- Billete de práctica, es generalmente similar en tamaño, forma y color a los billetes circulantes y se utiliza para el entrenamiento de los cajeros de banco y personal de cambio de divisas. Son generalmente no oficiales y crudamente impresos, pero de vez en cuando, son emitidos por los Bancos Centrales cuando se introduce un nuevo papel moneda (como por ejemplo, cuando los euros reemplazan a la moneda nacional en muchos países europeos) o cuando se ha introducido un nuevo sistema (como por ejemplo, cuando en Australia y Nueva Zelanda se introdujo la moneda decimal, en sustitución de la libra y peniques).
- Billetes educativos, emitidos por algunas escuelas de comercio, específicamente para capacitar a los estudiantes para ser empleados o cajeros.
- Billetes de juego, pueden parecerse a los billetes reales o ser completamente ficticios, y suelen ser utilizados por los niños para jugar, o como promociones o publicidad, a menudo impresos por una cara.
- Billetes del infierno (Hell banknotes) pueden ser ficticios o asemejarse a billetes reales. Diversas comunidades asiáticas los usan para ser quemados o arrojados al viento con el fin de honrar a los ancestros.[4]
- Billetes de réplica, son copias, a menudo fácilmente identificables, de billetes históricos o escasos. Se venden como recuerdos en museos (por ejemplo, la moneda confederada).
- Billetes de película o de teatro, se imprimen para ser semejantes a los billetes actuales o históricos, pero son utilizados en películas u obras teatrales.
- Billetes de propaganda, son emitidos por agrupaciones políticas o enemigos de guerra. Pueden ser utilizados para la guerra psicológica, o dar instrucciones acerca del procedimiento para rendirse.
- Billetes falsos, son falsificaciones de dinero circulante, billetes antiguos para engañar a los coleccionistas o incluso pueden ser emitidos por gobiernos extranjeros para desestabilizar la economía de sus enemigos (por ejemplo, la Operación Bernhard o las falsificaciones británicas de moneda otomana).[5]